# Marie-Hélène Breillat
Pour les articles homonymes, voir Breillat.
Marie-Hélène Breillat est une actrice française, peintre et écrivaine, née le 2 juin 1947 à Talence (Gironde).

## Biographie
Fille de Marcel Breillat (Auzay, 20 juillet 1918 — Nîmes, 30 mars 1989), médecin, et de Marie-Jeanne Meillan, Marie-Hélène Breillat est la sœur aînée de la cinéaste et romancière Catherine Breillat, elle est mariée de 1972 à 1981 avec le réalisateur Édouard Molinaro.
En 1978, elle incarne « Claudine » dans une série de téléfilms adaptés des premiers romans de Colette, Claudine à l'école, Claudine à Paris, Claudine en ménage et Claudine s'en va.
Alors que sa carrière est en pleine ascension (elle vient de tourner avec Ingmar Bergman), une grave maladie la frappe et l'éloigne du cinéma.
En 1986, elle sort un livre L'Objet de l'amour  qu'elle décrit comme 

« un long poème en prose où je raconte mes passions amoureuses, sans fausse pudeur… Un livre écrit avec ma chair. Un voile qui se déchire. Une descente en moi. »

Marie-Hélène Breillat partage désormais sa vie entre l'Inde et l'Égypte, comme l'indique la romancière et scénariste Isabel Ellsen dans son livre Toi, ma sœur, paru aux éditions La Martinière en 1998. Catherine Breillat évoque sa sœur dans une vidéo, Marie-Hélène et Catherine Breillat, une âme à deux corps, dans laquelle elle dit que Marie-Hélène ne souhaite plus faire de cinéma.

## Filmographie

### Cinéma
- 1967 : Le Désordre à vingt ans de Jacques Baratier : elle-même
- 1970 : Mourir d'aimer d'André Cayatte : « le Serpent »
- 1971 : Bof... Anatomie d'un livreur de Claude Faraldo : Nana
- 1972 : La Mandarine d'Édouard Molinaro : Baba
- 1972 : Le Dernier Tango à Paris de Bernardo Bertolucci : Monique
- 1974 : L'Ironie du sort d'Édouard Molinaro : Anne
- 1974 : Les Suspects de Michel Wyn : Carlyne
- 1975 : Une vraie jeune fille de Catherine Breillat : la voix d'Alice Bonnard
- 1976 : Oublie-moi, Mandoline de Michel Wyn : Mandoline
- 1976 : Dracula père et fils d'Édouard Molinaro : Nicole Clément
- 1976 : Le Chasseur de chez Maxim's de Claude Vital : Totoche
- 1977 : Le Portrait de Dorian Gray de Pierre Boutron : Sybil
- 1977 : L'Homme pressé d'Édouard Molinaro : une voix off
- 1979 : Tapage nocturne de Catherine Breillat : Emmanuelle
- 1982 : Le Docteur Faustus (de) de Franz Seitz : Marie Godeau
- 1982 : Fanny et Alexandre d'Ingmar Bergman : femme japonaise dans un rêve

### Télévision
- 1966 : Allô Police, saison 1, épisode 16.
- 1967 : L'Affaire Lourdes de Marcel Bluwal : Bernadette Soubirous
- 1969 : En votre âme et conscience, épisode L'Affaire Fieschi de  Claude Dagues
- 1970 : Don César de Bazan de Guy Lessertisseur
- 1970 : Le prisonnier de Monaco de Jacques Audoir : Angela
- 1971 : Les Sesterain ou le Miroir 2000 (feuilleton) : Marie Flandin
- 1971 : Antigone
- 1972 : L'Homme qui revient de loin, feuilleton de Michel Wyn : Marthe, Mme Saint Firmin
- 1972 : Le Knack
- 1973 : Le Dialogue dans le marécage
- 1973 : Le Suicidaire
- 1977 : Le Chandelier de Claude Santelli
- 1978 : Claudine, série de quatre téléfilms d'Édouard Molinaro : Claudine
- 1979 : La Mouette de Jacques Duhen : Nina
- 1979 : La Pitié dangereuse d'Édouard Molinaro
- 1981 : Progetti di Allegria
- 1983 : La Dame aux camélias

## Théâtre
- 1972 : Le Knack d'Ann Jellicoe, mise en scène Michel Fagadau, Théâtre de la Gaîté-Montparnasse
- 1974 : Le Suicidaire de Nikolaï Erdman, mise en scène Jean-Pierre Granval, Théâtre Récamier
- 1978 : La Mouette d'Anton Tchekhov, adaptation Elsa Triolet, mise en scène Pierre Franck, Théâtre de l'Atelier
- 1979 : Le Chandelier d'Alfred de Musset, mise en scène Jean Meyer, Théâtre des Célestins
- 1985 : Les Femmes savantes de Molière, mise en scène Jean Meyer, Théâtre des Célestins

## Publication
- L'Objet de l'amour, roman, Plon, 1986  (ISBN 2259014534 et 9782259014533)